# 博登萊訥河
47°26′39″N 11°06′38″E / 47.44414°N 11.11065°E

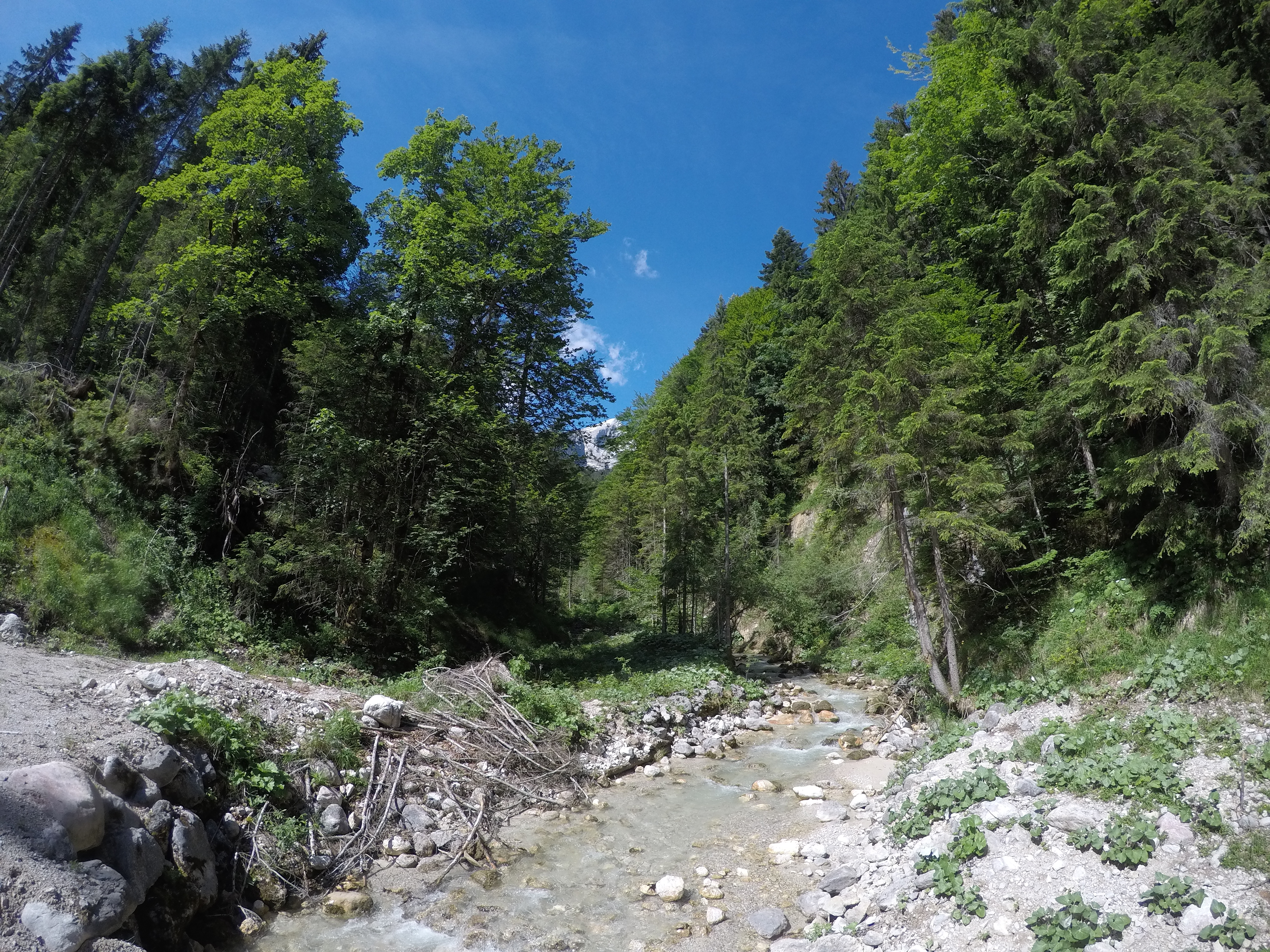

博登萊訥河（德語：Bodenlaine），是德國的河流，位於該國東南部，由巴伐利亞負責管轄，屬於帕爾特納赫河的左支流，河道全長5.5公里，流域面積9.9平方公里。